# Kirsten A. Seaver
Kirsten A. Seaver (* 23. August 1934 in Fredrikstad) ist eine norwegisch-amerikanische Schriftstellerin und Historikerin. 

## Leben
Kirsten Andresen ging 1952 zum Studium in die USA an das Bryn Mawr College. Sie heiratete den Geschichtsstudenten Paul Seaver, der nach beruflichen Stationen in Cambridge (Massachusetts) und London Geschichtsdozent in Stanford wurde. Sie selbst jobbte in Universitätsbibliotheken und als Norwegisch-Lehrerin. Nach der Pause als Mutter mit zwei Kindern begann Kirsten Andresen Seaver zu schreiben. 
Seaver arbeitet als freiberufliche Schriftstellerin. Sie hat Romane und historische Sachbücher veröffentlicht. So war sie Co-Autorin zu einer Biografie über Maria Wassiljevna, der Frau des norwegischen Kollaborateurs Vidkun Quisling. Ihren Schwerpunkt hat sie in der historischen Kartographie und der Erforschung der ersten europäischen Befahrung der Küsten der Nordatlantiks durch die Wikinger. 
Ihre Recherchen zum Vinland und zu der Vinland-Karte, die aus dem 12. Jahrhundert stammen könnte, führten sie zu dem deutschen Kartografen Joseph Fischer, der ihren Forschungsergebnissen zufolge die Karte als eine eigene Fälschung in den Umlauf gebracht haben könnte.

## Werke (Auswahl)
- Gudrids saga. Roman. Oslo: Gyldendal norsk forlag, 1994
  - Die Gudrid-Saga: Roman.  Aus dem Norweg. von Ingrid Sack und °Ase Birkenheier. München: Limes, 1997
- Landet som falt av jorden. Roman. Oslo: Gyldendal norsk forlag, 1996
  - Insel, die von der Erde fiel: Roman. Aus dem Norweg. von °Ase Birkenheier. München: Limes, 1999
- The frozen echo: Greenland and the exploration of North America, ca. A.D. 1000-1500. 1996
- Norumbega and Harmonia Mundi in sixteenth-century cartography, in: Imago Mundi. The International Journal for the History of Cartography, 1998
- Øst i havet ligger Vesterøy - Roman. Oslo: Gyldendal norsk forlag, 1998
  - Das Kuckuckskind: Roman. Aus dem Norweg. von °Ase Birkenheier. Bergisch Gladbach: Bastei Lübbe 2002
- mit Alexandra Andreevna Voronine Yourieff: Vidkun Quisling: Quislings unge hustru. Biografie. Oslo: Gyldendal norsk forlag, 1999
- Maps, myths, and men: The story of the Vinland map. Stanford: Stanford University Press, 2004
- Mørke skyer over Solhellinga. Roman. Oslo: Juritzen, 2007
- The last vikings: the epic story of the great Norse voyages. London: Tauris, 2010
  - Mit Kurs auf Thule: die Entdeckungsreisen der Wikinger. Aus dem Engl. übers. von Karin Schuler. Stuttgart: Theiss, 2011